# 田部勢津久
田部　勢津久（たなべ せつひさ）は、日本の工学者。京都大学大学院京都大学大学院地球環境学堂(兼：人間・環境学研究科)教授。1963年生まれ名古屋市出身。主な研究分野は無機材料化学、固体物理化学、固体光物性、発光材料。レーザー材料分野で有名。2004年にYAG 結晶化ガラス (GC) 蛍光体を開発した。2007年には、白色LEDのカバーに使う新しいガラス素材を開発した。

## 略歴
1982年 東海高等学校卒
1986年 京都大学工学部工業化学科卒業
1988年 京都大学大学院工学研究科工業化学専攻修士課程修了
1990年 京都大学大学院工学研究科工業化学専攻博士課程中退
1990年 京都大学総合人間学部　助手
2001年 京都大学総合人間学部　助教授
2008年 京都大学大学院人間・環境学研究科　教授
2024年 京都大学大学院地球環境学堂　教授

## 受賞
2024年6月　E.Abbe＆C.Zeiss財団, Otto Schott Research Award
2021年5月　米国セラミックス協会 ACerSフェロー
2020年1月　光科学技術国際学会 SPIEフェロー
2018年5月　米国セラミックス協会 Varshneyaガラス科学フロンティア賞
2018年3月　米国セラミックス協会 J.Am.Ceram.Soc2017優秀論文賞
2012年6月　国際ガラス委員会(ICG) W.E.S. Turner賞
2012年5月　日本セラミックス協会2011JCerSJ優秀論文賞(共同受賞）
2009年5月　日本セラミックス協会学術賞
2003年3月　丸文研究奨励賞（丸文研究交流財団）
2002年5月　日本希土類学会足立賞
1998年3月　日本化学会進歩賞
1996年4月　日本セラミックス協会進歩賞
1995年2月　光科学技術研究振興財団研究表彰受賞
1994年2月　井上研究奨励賞（=井上科学振興財団 博士論文賞）
1990年3月　日本工業新聞主催先端技術学生論文 ・第4回文部大臣賞（１席）
1988年6月　Material Research Society（米国材料学会）主催先端材料国際会議
Young Scientist and Engineers Award 受賞